# 無限・MF308
無限・MF308（むげんMFさんまるはち）は、レーシングエンジンビルダーの無限（現・M-TEC）が製作したF3000用エンジン。主に全日本F3000選手権とフォーミュラ・ニッポンで使用された。MF308とは「M ugenのF ormula用3 .0 L 8 気筒エンジン」の意味である。

## 性能・主要諸元
- 型式：V型8気筒、4バルブ DOHC、自然吸気
- 排気量：2,997cc
- バンク角：90度
- ボア×ストローク：86.0×64.5mm
- 最大出力：460PS以上/8,500rpm
- 最大トルク：37.0kg·m以上/7,500rpm

## 歴史

### MF308誕生まで
1983年、ホンダはイギリスのレーシングエンジンビルダーであるエンジン・デベロップメント社（ジャッド）と当時のインディカー用のV型8気筒2.65Lターボエンジンの共同開発契約を結ぶ。これはF2用のV型6気筒2.0Lエンジンに、2気筒足せば2.65Lになると言う思いつきから生まれたものである。
1985年、インディ用エンジン（ホンダ・ターボチャージャー・インディV8エンジン）は完成したが、ホンダはF1活動に集中するため『インディカー参戦は無い』という理由でジャッドとの契約を打ち切る代わりに、そのエンジンに関する権利を全てジャッドに譲った。この完成したエンジンが「ジャッドAV」である。しかしこの話はこれで終わりではなく、ホンダはこのエンジンを作り替えることでF3000用にしようと画策。これによりF3000用エンジンの共同開発契約がジャッドと結ばれることとなる。この結果「ジャッドAV」のストロークを上げて3.0Lにした「ジャッドBV」が誕生した。
1986年、「ホンダ・RA386E」と改称された「ジャッドBV」はラルト製シャーシに搭載されて国際F3000選手権にデビューする。
1987年、日本に送られた「ジャッドBV」は本田技術研究所（和光）でチューンされ、「ホンダ・RA387E」として全日本F2選手権に供給される。

### MF308誕生
全日本F2選手権時代、ハートやBMWエンジンに圧勝していたホンダはエンジン供給枠を少数に制限していた。これに対してヤマハは希望者全てにエンジンを供給していたため、ホンダは非難を受けることもあった。この時の反省から全日本選手権がF2からF3000へ移行するのを受けて「ホンダ・RA387E」を「日本のコスワースを目指したい」としていた無限に委ねる。多くのユーザーへの供給を前提とした設計変更を受けてはいたが、仕様はRA387Eとほぼ同一とされた「無限・MF308」が誕生する。
1988年、全日本F3000選手権へ供給が開始され、開幕戦で星野一義のドライブによりデビューウィンを飾る。この年の戦績は全8戦中5勝。
1989年からは国際F3000選手権にも供給され、EJRのジャン・アレジによってチャンピオンエンジンになった。
国際F3000では1990年もDAMSのエリック・コマスがチャンピオンを獲得したほか、ランキングトップ10のうち8人がMF308エンジンを使用していた。1991年はクリスチャン・フィッティパルディをチャンピオンにさせた。1992年シーズン終了をもって国際F3000から撤退する。

### MF308引退まで
1988年に供給開始されたMF308は東名エンジン、尾川自動車ら国内のエンジンチューナの手により各チームにデリバリーされる。メンテナンスとチューンもそれぞれのチューナー毎に行われていた。また無限自身も先行開発のためにチューナーとして参加していた。1988年にはコスワース・ヤマハOX77、1989年からはフォード・コスワース・DFVエンジン（どちらもケン・マツウラレーシングサービスチューン）と争う。前述の通り国際F3000へも供給されるが、1992年に供給を終了した後、1996年にワンメイク制が導入され「ジャッドKV」（供給はザイテック）が採用されたため供給再開の可能性も消滅した。
全日本F3000では1991年と1993年にケン・マツウラレーシングサービスのDFVにチャンピオンエンジンの座を奪われる。
1996年、全日本F3000選手権が全日本選手権フォーミュラ・ニッポンと改称。この年からケン・マツウラレーシングサービスがMF308のデリバリーを開始する。
1998年からは事実上のワンメイクとなる。
2005年、シリンダーブロックの鋳型の消耗が激しく、今後長期に渡る供給が困難になる可能性があることを理由にフォーミュラ・ニッポンへの供給を終了。全日本F3000〜フォーミュラ・ニッポンの通算成績は172戦161勝。
なおこの間、無限自身や各チューナーにより絶え間ない改良が加えられており、基本性能に関わる部分は無限が開発・テストを行ない、その他はチューナー毎に改良していた。中にはボアを88mmにしてショートストローク化したものも存在し、最終戦まで使用されている。最終的に最高出力は約500PS、最大トルク約42kg·mまで高められた。他にお蔵入りとなったものとして、規則で禁止された可変管長給気システムやバタフライ式スロットル等も試されている。無限がF1活動を行っていた時期にはMF308を使っての先行開発も行われている。

## MF308の特徴
MF308は、DOHCながらロッカーアームを介して吸排気バルブを作動させる方式を採用していた。通常DOHCエンジンはカムシャフトがバルブを直接押す「直押し」が主流で、MF308はレース用エンジンとしては極めて珍しいと言える。ロッカーアームはカムシャフトのプロファイルに関係なくバルブリフト量を決定することができるため、回転数を9,000rpmに制限されているF3000の規定ではかえって好都合だったようである。しかし反面シリンダーヘッドが大きくなり、フォーミュラーカーの車体後半部分を支える構造体となることを考えると剛性不足になりがちであった。